# Pisidiidae
Famille
Genres de rang inférieur
- Eupera
- Musculium
- Pisidium
- Sphaerium

Les Pisidiidae sont une famille de mollusques bivalves. Cette famille n'est pas admise par WoRMS qui la considère comme un synonyme de Sphaeriidae.

## Liste des genres
Selon ITIS (1er juin 2016) :
- genre Eupera Bourguignat, 1854
- genre Musculium Link, 1807
- genre Pisidium L. Pfeiffer, 1821
- genre Sphaerium Scopoli, 1777